# Opposition (astronomie)
Pour les articles homonymes, voir Opposition.
L'opposition est un terme utilisé en astronomie et en astrologie lorsque deux objets célestes se trouvent du côté opposé de la sphère céleste vus depuis un troisième objet.
En particulier, vues de la Terre, deux planètes sont en opposition lorsque leurs ascensions droites diffèrent de 12 heures, ou parfois, lorsque leurs longitudes écliptiques diffèrent de 180°.
En général cela se réfère au Soleil et un autre objet céleste : une planète (ou encore la Lune, un astéroïde, une comète, ou même une étoile) est décrite comme étant à l'opposition lorsque son ascension droite diffère de celle du soleil de 12 heures. Cela signifie que lorsque l'opposition se produit, il est aussi 0 h en temps solaire apparent au lieu précis où l'astre concerné est en culmination supérieure. Dans le cas d'un astre proche de l'écliptique (par exemple une planète), cela veut dire que le Soleil, la Terre et l'objet en question sont alignés, dans cet ordre.
Il s'agit en général de la meilleure période pour observer cet objet. Par exemple, pour une planète :
- elle reste visible pendant la quasi-totalité de la nuit, se levant au coucher du Soleil et se couchant au moment où le Soleil se lève ;
- elle se trouve à ce moment-là de son orbite au plus près de la Terre, apparaissant ainsi plus grande et plus lumineuse. Ceci est particulièrement notable dans le cas de Mars, dont la distance à la Terre (et donc la magnitude apparente et le diamètre apparent) varie considérablement entre l'opposition (0,4 à 0,7 ua) et la conjonction (2,4 à 2,7 ua[1]) ; on voit aussi que la distance de la Terre à Mars varie significativement entre deux oppositions (0,37 ua en août 2003, 0,67 ua en mars 2012), cela étant principalement dû à la forte ellipticité de l'orbite de Mars.

Dans le Système solaire, seules les planètes (ou tout autre objet) ayant une orbite extérieure à celle de la Terre peuvent se trouver à l'opposition, c'est-à-dire pour les planètes : Mars, Jupiter, Saturne, Uranus, Neptune, et d'autres astéroïdes (notamment Vesta qui peut parfois être vu à l'œil nu en opposition) ou planètes naines.
L'opposition de la Lune est plus connue sous le nom de pleine lune.
Pour représenter une opposition, on utilise le symbole Unicode ☍.